# NGC 1548
NGC 1548 ist ein offener Sternhaufen oder eine Gruppe von Sternen im Sternbild Perseus am Nordsternhimmel.
Entdeckt wurde das Objekt am 3. Februar 1832 von John Herschel.